# Московський державний інститут міжнародних відносин
Московський державний інститут міжнародних відносин (університет) Міністерства закордонних справ Російської Федерації (МДІМВ) — один з провідних російських вишів, що готує фахівців за 12 освітніми програмами, в тому числі міжнародні відносини, регіонознавство, міжнародне право, політологія, державне управління, журналістика та зв'язки з громадськістю..  За юридичним напрямком підготовки, заклад входить до так званої Великої трійки.  До складу університету входять шість інститутів, вісім факультетів. Також в університеті діє військова кафедра, що здійснює підготовку офіцерів – військових лінгвістів. У 2009 році в інституті навчалось близько шести тисяч студентів  з Росії, країн СНД й дальнього зарубіжжя. Офіційно занесений до Книги рекордів Гіннесса  як виш із викладанням найбільшої кількості державних іноземних мов (53).

## Про МДІМВ

### Історія
Датою створення університету прийнято вважати 14 жовтня 1944 року, коли Рада Народних Комісарів СРСР перетворила створений роком раніше міжнародний факультет МДУ на окремий інститут. Перший набір до МДІМВ склав 200 студентів. З 1946 року на навчання до інституту стали направлятись студенти з-за кордону. 
У перші роки у виші існувало три факультети: міжнародний, економічний і правовий. У 1954 році у МДІМВ було відкрито східне відділення, що утворилось в результаті злиття з Московським інститутом сходознавства. У 1958 році до МДІМВ влився Інститут зовнішньої торгівлі МВТ СРСР, створений 1934 року в Ленінграді, а потім переведений до Москви. В результаті було істотно розширено економічний факультет, посилилась його орієнтація на підготовку спеціалістів для зовнішньої торгівлі та зовнішньоекономічної діяльності. У 1969 році було створено міжнародно-правовий факультет і факультет міжнародної журналістики.  
У 1991 році в Інституті відкрито факультет міжнародного бізнесу й ділового адміністрування. З 1994 року рішенням Уряду Росії Університету доручено здійснювати підготовку фахівців у галузі державного та муніципального управління з числа осіб з вищою професійною освітою, що працюють в органах державного управління. Ці програми підготовки реалізуються новим структурним підрозділом університету — Міжнародним інститутом управління. У 1998 році започатковано факультет політології, а 2000 року - Міжнародний інститут енергетичної політики та дипломатії. У 2011 році інститут зовнішньоекономічних зв’язків було перетворено на факультет прикладної економіки й комерції. У 1994 році інститут отримав статус університету. 

### Теперішній час
Московський державний інститут міжнародних відносин є провідним центром з підготовки фахівців-міжнародників, одним з провідних гуманітарних вишів Росії та СНД  . Нині у МДІМВ здійснено перехід до багаторівневої системи освіти, що включає до себе чотирирічну підготовку бакалаврів з можливістю продовження навчання до отримання ступеню магістра за обраним фахом. У рамках програми із включення до Болонського процесу було здійснено перехід до рейтингових оцінок за системою ECTS, що співіснує з процентними й традиційними оцінками. Обов’язковими для всіх студентів університету є вивчення як мінімум двох закордонних мов . 
Університет має певну автономію у сфері самоврядування, яку надано йому статутом. Засновником МДІМВ є Міністерство закордонних справ Росії, від якого до Вченої ради університету направляється представник. МЗС також затверджує та пропонує поправки до Статуту МДІМВ на розгляд Конференції інституту, займається узгодженням списку кандидатур, запропонованих на посаду ректора, який обирається таємним голосуванням. Вченою радою університету обираються декани факультетів (директори інститутів) та завідувачі кафедрами.  

## Комплекс будівель МДІМВ
Наукова бібліотека МДІМВ заснована 1944 року. З липня 2007 року бібліотека носить ім’я Івана Георгійовича Тюліна - першого проректора МДІМВ, Надзвичайного та Повноважного Посланця, професора, доктора політичних наук. Нині фонд Наукової бібліотеки МДІМВ налічує понад 700 тис. одиниць зберігання 55 іноземними мовами, в тому числі рукописи. Гордістю бібліотеки є фонд рідкісних та цінних книг. В ньому зібрано понад 21 тис. вітчизняних та зарубіжних документів XIII - початку XX століть. 
Окрім іншого на території студентського містечка розташовано власний спортивний комплекс.

## Факультети й інститути МДІМВ
- Факультет міжнародних відносин
- Факультет міжнародних економічних відносин
- Міжнародно-правовий факультет
- Факультет міжнародної журналістики
- Факультет політології
- Факультет міжнародного бізнесу й ділового адміністрування
- Інститут зовнішньоекономічних зв’язків
- Міжнародний інститут управління
- Інститут європейського права
- Міжнародний інститут енергетичної політики й дипломатії

## Студентські організації
В університеті існують різні студентські організації:
- Студентський союз МДІМВ
- Асоціація студентів МДІМВ [Архівовано 15 березня 2022 у Wayback Machine.]
- В рамках Науково-Студентського Співтовариства:
  - Клуб "Дебати" МДІМВ (MGIMO Debate Club)
  - Історичний Клуб "Кассіодор" (засновано 2008 року)
  - Клуб "Економікус" (засновано 2009 року)
  - Клуб "Соло"
  - Клуб "Російське слово"
  - Клуб "Міжнародна енергетична політика"
  - Бізнес Клуб МДІМВ (засновано 2001 року)
- В рамках Ради Земляцтв [недоступне посилання з липня 2019]:
  - Азербайджанське земляцтво МДІМВ [Архівовано 25 липня 2010 у Wayback Machine.]
  - Вірменське Співтовариство МДІМВ [Архівовано 12 травня 2011 у Wayback Machine.]
  - Грузинський клуб МДІМВ [Архівовано 18 січня 2022 у Wayback Machine.]
  - Німецьке земляцтво МДІМВ [Архівовано 24 квітня 2010 у Wayback Machine.]

й низка інших земляцтв та національних клубів
- Інші організації:

Московська міжнародна модель ООН [Архівовано 12 травня 2019 у Wayback Machine.]. Проводиться за підтримки Російської Асоціації Міжнародних досліджень
- - Клуб любителів мови суахілі
  - Близькосхідний клуб
  - Балканський клуб
  - Індоіранський клуб

й низка інших мовних клубів

## Видання МДІМВ
- Книги викладачів МДІМВ (У) в інтернеті [Архівовано 10 лютого 2008 у Wayback Machine.]
- Журнал «Космополіс»
- Журнал «Вся Європа» [Архівовано 16 березня 2022 у Wayback Machine.]
- Журнал «Світове та національне господарство» [Архівовано 19 березня 2019 у Wayback Machine.]
- «Московський журнал міжнародного права» [Архівовано 17 жовтня 2011 у Wayback Machine.]
- Журнал «MajorDom»
- Інтернет-журнал «Вся Європа.ru» [Архівовано 15 травня 2011 у Wayback Machine.]
- Інтернет-журнал «Право й управління: XXI століття»
- Університетська газета «Міжнародник»
- "Наш Альманах" (літературно-публіцистична збірка)

## Зразки дипломів МДІМВ МЗС СРСР

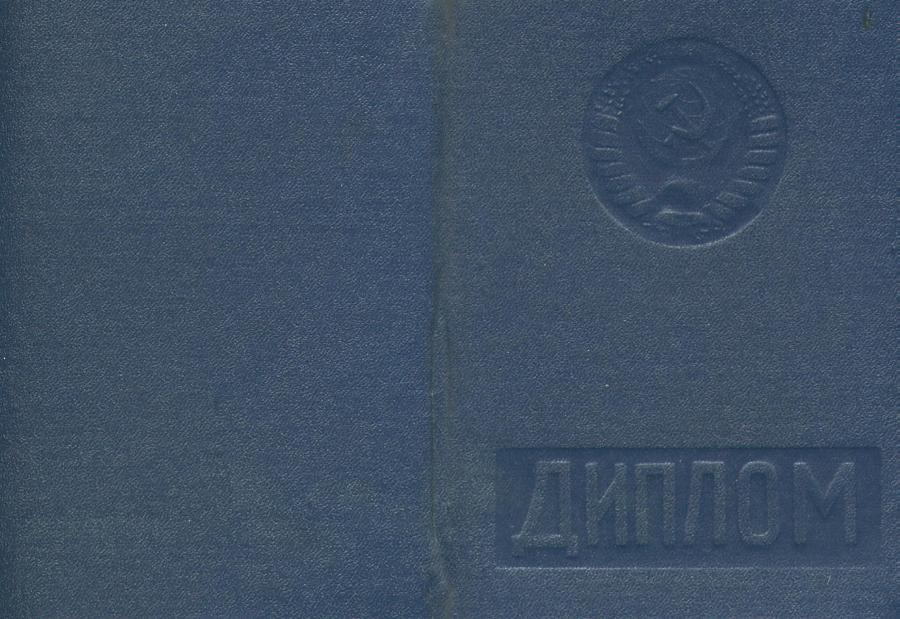
Обкладинка диплому СРСР про вищу освіту
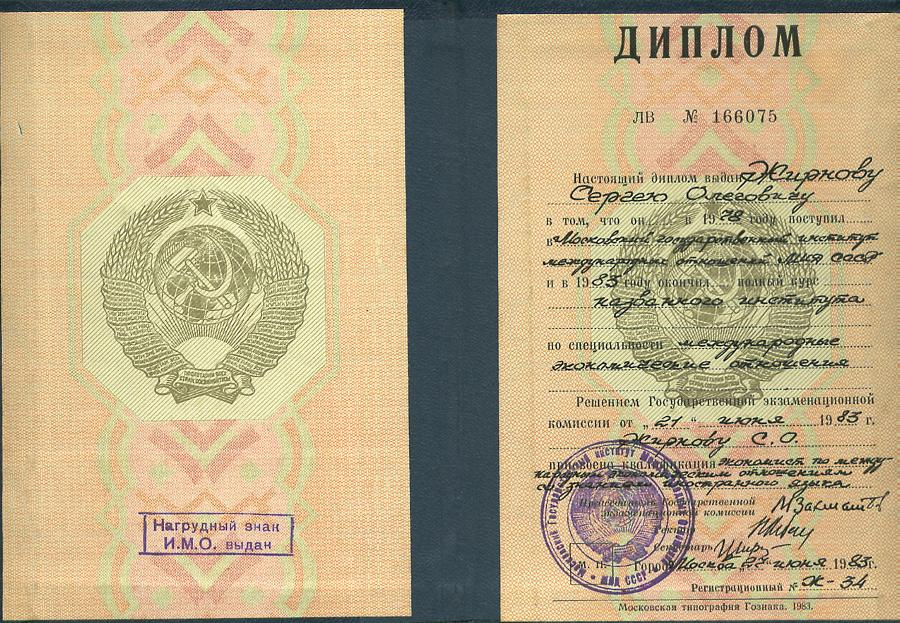
Диплом СРСР про завершення факультету МЕВ МДІМВ МЗС СРСР за фахом «економіст-міжнародник». 1983 рік
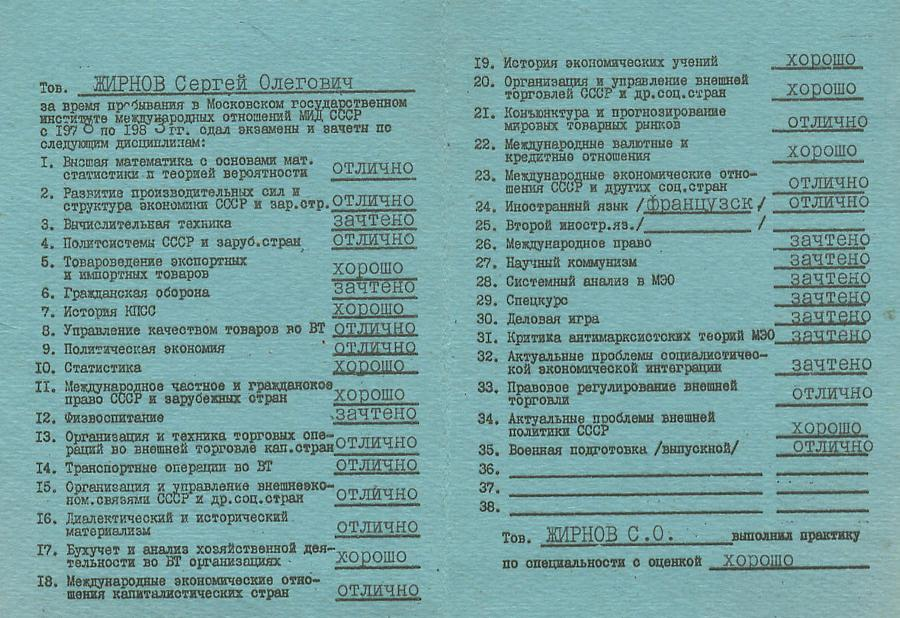
Вкладиш до диплому про вищу освіту, МДІМВ МЗС СРСР
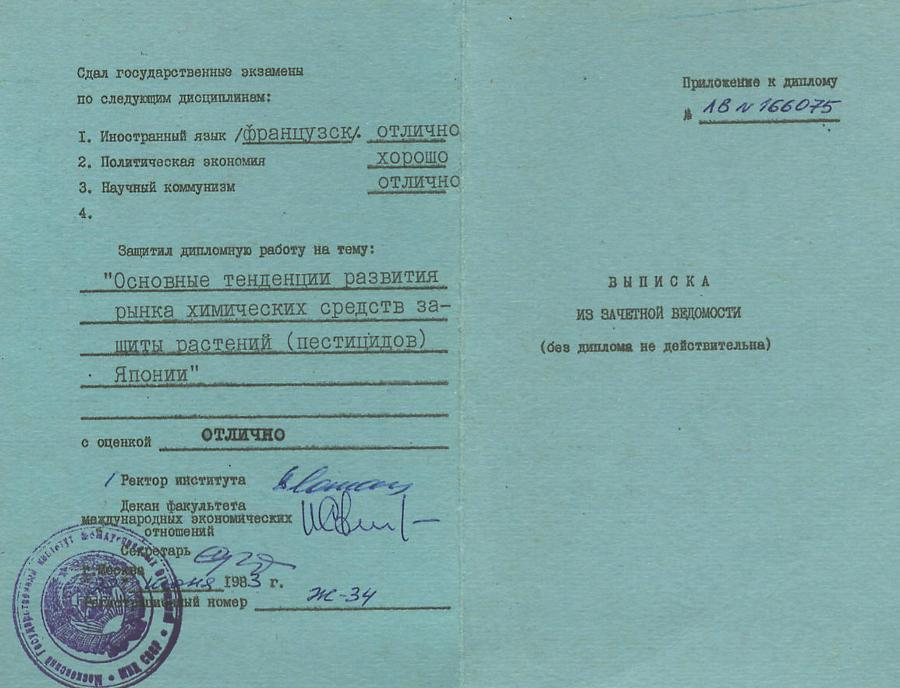
Вкладиш до диплому про вищу освіту, МДІМВ МЗС СРСР

## Керівництво
- 10 січня 1958 - 25 травня 1963:  Федір Данилович Риженко